# Mycoplasma pneumoniae
Mycoplasma pneumoniae é uma das menores bactérias conhecidas pelo ser humano. É causadora da pneumonia por Mycoplasma, um tipo de pneumonia bacteriana. Este microorganismo pode apenas sobreviver como parasita em outras células.
Essa espécie de bactéria micoplasma foi o primeiro ser vivo a ter todos os seus processos bioquímicos detalhados, inclusive o conjunto de proteínas, os genes ativos e a cadeia de reações químicas.

## Parede celular
Este tipo de bactéria não possui parede celular de glicopeptídeos, como todas as outras da classe Mollicutes. Como alternativa, possui uma membrana celular de esterol, da mesma forma que as células eucarióticas. O esterol é obtido a partir de substâncias do hospedeiro, acumuladas em simples estruturas. Como não tem parede celular, estes organismos são resistentes aos efeitos da penicilina e outros antibióticos beta-lactâmicos que atuam destruindo a parede celular bacteriana.

## Genoma
M. pneumoniae possui um dos menores genomas que se conhecem, com 816 mil pares de bases. O seu genoma e proteoma foram já completamente caracterizados. Utiliza um código genético único, mais próximo ao de uma mitocôndria do que ao das bactérias. Por causa desse facto diz-se que possui um genoma degenerado. Não possui a maquinaria celular para fabricar alguns componentes essenciais, incluindo novas purinas e pirimidinas. Também não possui ciclo de Krebs. A sua cadeia respiratória é incompleta. Por causa disso, é um parasita obrigatório e nunca é encontrado em forma livre.